# Port lotniczy Jardines del Rey
Port lotniczy Jardines del Rey – międzynarodowe lotnisko na Kubie, zlokalizowane na wyspie Cayo Coco.